# Jødernes historie
Jødernes historie kendetegnes ved omfattende folkevandringer. Oprindelig var denne betinget af skiftende besættelse fra fremmede magters side af jødernes historiske hjemsted i Palæstina, siden fulgte den jødiske diaspora, hvor jøder spredtes ud over Mellemøsten og Europa. Efter Amerikas opdagelse kom jøder også til dette kontinent. Fra midten af 1800-tallet skete en omfattende udvandring fra Europa til Amerika (såvel Nordamerika som Sydamerika) og til Palæstina. Efter 2. verdenskrig har vandringerne fortrinsvis været rettet mod Palæstina og den jødiske stat Israel, men der findes fortsat jøder over det meste af jorden, og vandringerne fortsætter endnu i det 21. århundredes begyndelse.

## Israelitterne
I henhold til jødisk tradition tager jødernes historie sin begyndelse med Guds pagt med Abraham. Fortællingerne om Abraham, Sara og deres søn Isak er vigtige i den jødiske tradition. Abraham siges at være blevet født i Ur i Kaldæa. Abrahams far Tera skal være udvandret med familjen til Haran i det nordvestlige Mesopotamien. Ifølge den jødiske tradition fik Abraham Guds befaling om at flytte til Kanaan, som skulle blive Abraham og hans efterfølgeres lovede land. Som bevis på dette forbund regnes den mandlige omskærelse, som endnu i dag praktiseres, især af religiøse jøder. Isaks søn Jakob skiftede navn til Israel og lagde dermed navn til det område som de efterfølgende israelitiske stammer bosatte sig i. Disse begivenheder skal være indtruffet omkring 2.000 f.Kr. 
De mennesker som allerede boede i Kanaan kaldte Abrahams efterfølgere for ivri, "folket fra den anden side af floden", og muligvis kan ordet hebræer stamme fra dette ord. I Kanaan levede israelitterne som hyrder, halvt nomader, halvt bosatte. Første Mosebog fortæller om hvordan Josef, Jakobs søn og hans brødre ved visse omstændigheder bosatte sig i Ægypten. Israelitterne skal have boet i Ægypten i hundredvis af år indtil en farao (ifølge traditionen Ramses 2.) gjorde israelitterne til slaver. Ved Guds indgriben skal så Moses have ledt sit folk ud af Egypten, og på bjerget Sinai siges forbundet mellem Gud og israelitterne at være blevet fornyet, da Moses modtog De 10 bud. Endnu i dag fejres Udvandringen fra Egypten hvert år ved den jødiske påske, pesach. Begivenheden er omstridt blandt historikere, da den ikke omtales i ægyptiske annaler, og arkæologiske fund har ikke kunnet bekræfte at der boede en stor gruppe israelitter i Nildeltaet på daværende tidspunkt.
Vandringen i ørkenen skal ifølge traditionen have taget 40 år og under ledelse af Josva skal israelitterne være kommet til Kanaan, som de erobrede fra andre folk. De bosatte sig på begge sider af Jordanfloden og styredes af en række dommere. Arkæologiske fund gør det troligt at det drejer sig om en gradvis indflytning, og at befolkningen i Jordandalen er vokset hurtigt i begyndelsen af jernalderen, fra ca. 1200 f.Kr.
Men arkæologien antyder en anden historie om jødernes oprindelse. De har ikke nødvendigvis nogensinde forladt Levanten. Beviserne for en overvejende indfødt oprindelse, fra Kanaan selv i stedet for fra Egypten, siges at være ”overvældende” og levner ”ingen plads for en udvandring fra Egypten eller nogen 40 års ørkenvandring i Sinai”.

Mange arkæologer har opgivet de arkæologiske undersøgelser efter Moses og flugten fra Egypten som ”frugtesløs”.
 Et helt århundredes forskning har angiveligt ikke fundet bevisr, der direkte kan henføres til fortællingen om slaveriet, flugten fra Egypten og vandringer i vildnisset. Dette har ført til forslag om, at jernalderens israelitiske kongedømmer i Juda og Israel stammer fra Kanaan:  
The culture of the earliest Israelite settlements is Canaanite, their cult-objects are those of the Canaanite god El, the pottery remains in the local Canaanite tradition, and the alphabet used is early Canaanite. Almost the sole marker distinguishing the "Israelite" villages from Canaanite sites is an absence of pig bones, although whether this can be taken as an ethnic marker or is due to other factors remains a matter of dispute.
De tidligste israelitiske bosættelsers kultur er kananæisk, deres kultgenstand er den kananæiske gud El, keramikken følger den kananæiske tradition, og der anvendes et tidligt kananæisk alfabet. Det eneste særkende for de israelitiske bebyggelser synes at være fraværet af svineknogler, selv om det er uklart, om dette er en etnisk markør eller har andre årsager.

Dommerbogen fortæller hvorledes israelitterne var i krig mod omgivende folk som filistrene, moabitterne og midjanitterne. Israelitterne var inddelt i tolv stammer, som førte egne krige eller sloges indbyrdes. I tider med akut fare kunne et par eller flere stammer samarbejde under ledelse af en indflydelsesrig kriger, en "dommer" (sjofetím). I Dommerbogen i Gamle Testamente navngives 13 dommere, der i blandt Samson, Gideon og Debora.

## Kongetiden
Det er ukendt, hvorledes Kongeriget Israel og Kongeriget Juda dannedes, men sagn om dette sammensattes af eksiljøder i Babylonien i 500-tallet f.Kr. Ifølge Samuelsbøgerne havde filistrene omkring 1000 f.Kr. erobret pagtens Ark. Dommeren Samuel udså derfor først Saul, siden David til konge. I Samuelsbøgerne i den hebraiske bibel fortælles om, hvorledes David erobrede Jerusalem fra jebusiterne og gjorde den til sin hovedstad. Det skildres, hvorledes David efterfulgtes af Salomon, som igangsatte byggeriet af templet i Jerusalem omkring år 960 f.Kr. Davids og Salomons regeringstid betragtes ofte som en guldalder i den jødiske historie, men der savnes uberoende kilder til bekræftelse af de fortællinger som omgiver dem, eller bevis for at de har eksisteret.
Efter Salomons død udbrød der tronfølgekampe mellem de nordlige og de sydlige stammer. De ti nordlige stammer samlede sig omkring Salomons tillidsmand Jerobeam og dannede en egen stat, Israels rige, mens Juda og Benjamins stammer holdt fast ved Salomons søn Rehabeam; dette rige blev kaldt for Juda rige.
I Israels rige forbød Jerobeam valfarter til Jerusalem og skabte i stedet to egne kultpladser, Betel i syd og Dan i nord. Det synes som om religionen i Kongeriget Israel og Juda rige var en regional variant af vestsemitisk religion i almindelighed, og under kong Ahab voksede dyrkelsen af Baal.
Andre kilder, som styrker eksistensen af Kongeriget Israel og Juda rige, findes fra og med 840-erne f.Kr., da den såkaldte Mesa-stele nævner kongeriget Israel som "Omris hus".
Kongeriget Israels historie udmærkes af vedvarende politiske forviklinger, indtil hele landet erobredes af assyrerne år 722 f.Kr.. Efter et oprør år 720 f.Kr. lod den assyriske konge Sargon 2. deportere størstedelen af befolkningen, om hvilke intet siden oplyses; dette har givet ophav til beretningen om Israels ti fortabte stammer. Af de tilbageværende rester af de ti stammer udviklede sig Samarierne.
Også Juda rige levede farligt mellem Ægypten og Assyrien. Denne periode beskrives i Jesajas i Gamle Testamente. Assyrien under kong Sanherib belejrede Jerusalem, men af ukendt årsag blev belejringen afbrudt. Det fremgår af 2. Kongebog kap. 23, at polyteisme udøvedes i Juda endnu i 620'erne f.Kr., men at en monoteistisk tendens havde taget sin begyndelse i 700-tallet under indflydelse af profeterne Elias, Hosea, Amos, Jesaja og Mika. Ved kong Josias indblanding vandt denne monoteistiske tendens indtog i det offentlige religiøse liv i Juda rige i 620'erne. Den anden Jesajas (Deuterojesaja) virksomhed blandt jøder i babylonsk eksil nogle årtier senere skulle danne afslutningen på forvandlingen fra polyteisme til monoteisme og til den jødedom som nu kendes.

## Det babylonske fangenskab
586 f.Kr. erobredes Jerusalem af den babylonske konge Nebukadnesar, som derefter lod deportere en stor del af folket; dette er kendt som "det babylonske fangenskab". Også denne begivenhed er vigtig i den jødiske tradition, og endnu i dag mindes man den ved at faste en gang om året på den niende dag i måneden av. Man ved ikke hvor mange der blev tvunget i eksil, men det drejer sig snarere om titusinder end om millioner af mennesker. Mange jøder flygtede til Ægypten.
Eksilet i Babylonien gjorde, at de religiøse former forandredes, især ved tabet af Jerusalems tempel. Fordrivelsen fra Israel tolkedes som Guds straf. I gudstjenesten betonedes i stedet bøn og studier af de religiøse skrifter. Forsamlingshuset, synagogen, har sin oprindelse i Babylonien. Ved en række religiøse regler forsøgte man at udskille sig fra andre folk i Babylonien. Eftersom de der var drevet i eksil, alle kom fra Juda rige, kaldes deres religion fra denne tid jødedom.
Efter at den persiske konge Kyros 2. havde erobret Syrien og Palæstina fra Babylonien, gav han jøderne i Babylonien tilladelse til at vende tilbage. Kun en minoritet ledet af præsten Esra gjorde dette, men omkring år 515 f.Kr. stod Jerusalems tempel færdigt på ny. Den persiske tid varede frem til 332 f.Kr. og synes at have været en fredelig tid, hvor præsterne stod for administrationen af Israel under persisk overhøjhed. Præsten Esra og den kongelige mundskænk Nehemias så det som deres opgave at styrke den jødiske identitet blandt andet ved at definere en jøde som den der har en jødisk moder. Mosebøgerne samt dele af Psaltaren blev nedskrevet under den persiske tid.
Det persiske rige erobredes i 300-tallet f.Kr. af Alexander den store. Denne lod den jødiske tempelstat i Jerusalem eksistere videre, men efter Alexanders død deltes det af ham erobrede område op mellem hans generaler. Generalen Seleukos regerede over et område modsvarende det senere Tyrkiet, Syrien og Libanon, mens general Ptolemaios regerede over Egypten og Juda rige. Det blev dog snart en brik i spillet mellem seleukiderne og det ptolemæiske dynasti. Den seleukidiske konge Antiochos 4. angreb Ægypten 169 f.Kr. og derefter plyndredes templet i Jerusalem. Plyndringen ledte til uroligheder, og med tiden blev tempelkulten, fejringen af sabbaten og omskærelsen forbudt. Templet blev skændet ved at man ofrede et svin i det. En gruppe af jøder, mackabæerna, besluttede sig for at kæmpe mod disse tiltag, og kampen førte til at tempelkulten kunne genoptages 164 f.Kr. Til minde af dette fejres chanukka hvert år.

## Palæstina som romersk provins
Kampen mod seleukiderne fortsatte i mange år og beskrives i de apokryfiske Mackabæerbøger. Simon Mackabæus blev både øverstepræst og regent i Juda rige. Han efterfulgtes af sin søn Jochanan Hyrkanos, som med en regulær hær kunne erobre Idumeen og tvangskonverterede dets befolkning til jødedommen. Han efterfulgtes af Alexander Jannaios, som igen efterfulgtes som regent af sin hustru, Salome Alexandra. Som kvinde kunne hun ikke beklæde embedet som øverstepræst, og hendes to sønner Aristobulus og Hyrkanus kæmpede om posten. Efter hendes død vendte de to brødre sig til den romerske statholder i Syrien, Pompejus, for at få hjælp. Pompejus tog imidlertid ikke stilling i striden men indtog Jerusalem år 63 f.Kr. med egne styrker. Han udnævnte Hyrkanus til øverstepræst, mens Aristobulus blev sendt til Rom som krigsfange år 51 f.Kr.
Efter Pompejus død udnævnte Julius Cæsar Antipater til prokurator over Judæa. Antipater udnævnte snart sine sønner til statholdere, Fasael i Jerusalem og Herodes i Galilæa. Senere, år 40 f.Kr. udnævntes Herodes til konge over hele Judæa. Under Herodes tid gjordes omfattende byggearbejder i landet, blandt andet en stor ombygning af templet i Jerusalem, af hvilken vestmuren endnu består. Efter Herodes død år 4 f.Kr. fulgte en turbulent periode, og år 6 blev Judæa, Samaria og Edom en romersk provins, Iudaea, hvor en prokurator regerede sammen med sanhedrin, et råd af ældre mænd. Landet på østsiden af Jordanfloden og Galilæa blev jødiske vasalstater styret af Herodes sønner Herodes Antipas og Herodes Filippos.
Den romerske periode var i begyndelsen fredelig, men modstanden voksede efterhånden som skattebyrden blev tungere. Den romerske kejser Caligula udfordrede jøderne ved at give ordrer om at en statue af ham skulle rejses i templet i Jerusalem; Caligula blev dog myrdet år 41 inden ordren kunne iværksættes. Under nogle år havde Judæa atter en konge, Herodes Agrippa 1., sønnesøn til Herodes. Efter dennes død år 46 blev landet atter en romersk provins. År 66 udbrød et oprør i byen Caesarea ved Middelhavet, og urolighederne spredte sig til Jerusalem og andre byer. I begyndelsen var oprøret fremgangsrigt, men romerne under ledelse af Titus indledte en belejring af Jerusalem, som varede i fem måneder. Romerne kunne til sidst erobre hele byen, og kultgenstandene i templet blev formentlig sendt til Rom. En lille gruppe, seloterne, tog deres tilflugt til en svært indtagelig klippefæstning ved Det døde Hav, Masada. Efter flere års belejring kunne klippen indtages af romerske soldater, og ifølge historikeren Josefus begik de sidste overlevende selvmord hellere end at lade sig tage til fange.
Modstanden mod romerne vaktes til live igen 132-135, da Simon bar Koseva ledte et oprør. Oprøret var i starten fremgangsrigt, men romerne sendte forstærkninger og fik knust oprøret. Derefter forbød romerne jøderne at udøve deres religion, tusinder solgtes som slaver, og mange flygtede til udlandet. På Jerusalems ruiner byggedes en romersk by, Aelia Capitolina, hvor jøder var forment adgang.

## Jøderne under diasporaen
Allerede længe før den spredning af folket som fulgte med hovedstadens og templets ødelæggelse, havde mange jøder bosat sig uden for deres hjemland. Efter Israel’s riges undergang havde mange taget deres tilflugt dels til Ægypten, dels til Lilleasiens kyster og Grækenland (»havets øer« er det bibelske udtryk), og da også Juda rige gik til grunde, flygtede en stor mængde til Ægypten, hvor de boede især i den nordøstlige del ved Pelusium. Denne jødiske befolkning fik ny og stærk tilvækst under Ptolemæerne. Allerede Ptolemæus 1. førte efter sit overfald på Jerusalem 320 f. Kr. en mængde jøder som fanger tilbage med sin hær, og hans efterfølger gav ikke mindre end 100.000 fri, som nu fik bolig i landet, så at det tidligere Gosen i virkeligheden igen blev et jødisk landskab. Man formoder at der omkring 40 e. Kr. levede 1 mio. jøder i Ægypten, og de havde herfra bredt sig både mod vest til Kyrene og mod syd til Etiopien og Arabien. Deres stilling var i det hele gunstig, og enkelte jøder indtog endog de højeste embeder som skatmestre og feltherrer. 160 f. Kr. fik de et eget tempel i Heliopolis (On) med en fra Jerusalem flygtet ypperstepræst, og det overlevede endog det store tempels ødelæggelse, indtil det lukkedes på kejser Vespasian’s bud 73 e. Kr. I staden Alexandria udgjorde jøder til sidst 40 % af indbyggerne, og her udvikledes de »hellenistiske jøder«, som på den ene side tilegnede sig græsk sprog og filosofi, men på den anden side gjorde grækerne bekendte med østerlandske videnskaber og forestillinger og således blev et mellemled mellem Europas og Asiens kultur (de oversatte også, i 3. og 2. århundrede f. Kr., Gamle Testamente til græsk, Septuaginta). Dog ikke alene i Ægypten bosatte mange jøder sig, men også i de ny byer, som grundlagdes af seleukiderne i Syrien og Lilleasien (vist nok især babylonske jøder), samt i Makedonien og Grækenland; Strabon siger derfor også, at man vanskelig kunne finde et land, hvor der ikke boede jøder. De således dannede menigheder blev senere naturlige udgangspunkter for kristendommens udbredelse.

### Diasporaen på steder

#### Jøderne i Rom
Til Rom skal jøder allerede være kommet omtrent 150 f. Kr. og i større tal efter Pompejus’ tog til Jerusalem år 63. Deres mængde voksede stærkt ved hedningers overgang til jødedommen, lige som flere af stæderne (særlig Damaskus), men deres fremmede væsen vandt ikke romernes bifald (de blev senere skarpt angrebne af Juvenal og andre satirikere). Allerede under Tiberius blev de for en kort tid udvist af byen, og 4.000 overførtes til Sardinien; også under Caligula forfulgtes de, fordi de ikke ville hylde ham som gud, ligesom senere under Nero og Domitian. Den første egentlige jødeforfølgelse fandt sted i Alexandria 65 e. Kr. som følge af budskabet om opstanden i Palæstina. Endnu værre gik det 50 år senere i Kyrene, hvor jøder først havde overmagten og dræbte en stor mængde hedninger, men hvor de næste år (år 116) måtte bøde herfor med tre gange så mange liv. En samtidig opstand på Cypern siges at have kostet 240.000 jøder livet, og et nyt blodbad overgik dem i Alexandria; tallene er vist nok overdrevne, men viser dog, hvor mandsstærke jøder var uden for Palæstina. Også her var der, uagtet den frygtelige hærgning ved Jerusalems ødelæggelse (70), så mange jøder tilbage at der i den sidste opstand (132—35) under Hadrian af Bar-Kochba (»Stjernesønnen« eller, som han senere kaldtes, Bar Kosiba, »Løgnesønnen«) omkom 580.000, mens mange blev ført bort i trældom og spredtes over Romerrigets vestlige lande. En ny by, Aelia Capitolina, grundlagdes på Jerusalems ruiner, og Hadrian søgte lige frem at udrydde jødedommen, idet han forbød omskærelse og overholdelse af sabbaten og de andre fester samt lod flere af deres ypperste lærere (blandt andre Akiba) henrette. Efter templets ødelæggelse var der nemlig grundlagt flere jødiske læreanstalter i Palæstina, især i Jamnia, Lydda og Seforis — der var også først i Jamnia, senere i Tiberias en patriark med et Sanhedrin lige indtil 425 —, og her affattedes først Mischna (omtrent 200) og senere resten af Talmud (o: den jerusalemske, omtrent 370). Der var senere lignende skoler i Babylonien, blandt andre i Sura og Pumbedita.
Hadrian’s efterfølger, Antoninus Pius, gav dog jøderne på ny tilladelse til at udøve deres religion, og senere fik de fulde borgerrettigheder ligesom rigets andre undersåtter, ja enkelte kejsere var dem endog særlig gunstigt stemt. Men så snart kristendommen var blevet statskirke under Konstantin den Store, begyndte det tryk som med korte afbrydelser og under afvigende former øvedes imod jøder i næsten 1500 år dels ved direkte påbud af kejserne, dels efter beslutninger på kirkemøderne. Allerede Konstantin forbød jøder således at hverve proselytter og at forfølge dem der fra jødedommen gik over til kristendommen; hans søn Constantius gik videre i samme spor, og kun Julian gjorde en undtagelse, idet han beskyttede jøder lige som andre kristendommens modstandere og endog gjorde forsøg på at genopbygge templet i Jerusalem. Honorius udelukkede jøder fra hæren, og den samtidige kejser i det østromerske rige Theodosius 2. udelukkede dem fra offentlige embeder og forbød dem at bygge nye synagoger. Det var på denne tid at den første store fordrivelse af jøder fandt sted, idet biskop Cyrillus år 415 fik 100.000 jøder fordrevet fra Alexandria, som havde været en af deres hovedstæder. Justinian 2. gik endnu videre end sine forgængere, idet han fratog jøder ret til at gøre testamenter og frakendte deres vidnesbyrd imod kristne al kraft, lige som han også oprettede et særligt jødekvarter i Konstantinopel og forsøgte at formene dem udøvelse af deres religion og deres gamle studier. Kirkemøderne gik nærmest ud på at hindre jøders indflydelse på de kristne ved at forbyde blandede ægteskaber, selskabeligt samkvem og jøders ret til at have kristne slaver; men det bedste bevis på at stemningen hos de kristne folk ikke var så bitter imod jøder som disse beslutninger lader formode, var at de måtte gentages så tit. Så længe de nye folkeslag i de vestlige lande var arianere, behandledes jøder tåleligt; men da vestgoterne i Spanien 590 gik over til den katolske lære, begyndte forfølgelsen snart. Kong Sisebuth tvang en snes år senere efter sigende 100.000 jøder til at lade sig døbe, da de ellers skulle forlade landet; og da de tvangsdøbte alligevel holdt fast ved deres gamle lære og skikke, hjemsøgtes de med strenge straffe. Til sidst blev jøder ligefrem gjort til slaver, man tog børnene fra forældrene og lignende.

#### Jøderne i Persien
Jøderne ophidsedes derfor imod vestgoterne og hilste araberne som befriere, ja understøttede dem efter evne til at indtage Spanien 711, lige som de i sin tid (536) havde kæmpet på østgoternes side imod Belisarius, Justinian’s feltherre, da han angreb Neapel, og flere gange havde hjulpet perserne imod de byzantinske kejsere, særlig til at løsrive deres gamle fædreland, hvor de for en tid (614—628) opnåede en vis uafhængighed, I det hele var jødernes kår langt bedre i øst end blandt de kristne folkeslag. Både under parther og persere samt under de arabiske kalifer indtil 1037 havde jøder i Babylon et eget overhoved (»eksilfyrsten«), der indtog en meget selvstændig stilling. Enkelte persiske konger forfulgte dem vistnok, der i blandt den sidste, Jezdegird, men de hævnede sig også, lige som senere i Spanien, ved at hjælpe araberne med at omstyrte hans rige (640).

#### Jøderne i Arabien
I Arabien havde jøderne efterhånden vundet stor udbredelse (de fik stærk tilvækst efter Jerusalems fald), og i den sydlige del dannedes der endog et eget jødisk rige, der holdt sig fra 3. århundrede indtil 530. Der kan også spores stærk jødisk påvirkning i Muhammed’s lære; men for en stor del blev jøder i Arabien nødte til at gå over til denne og smeltede efterhånden aldeles sammen med deres stammefrænder. En lignende indflydelse har de øvet i Abessinien, hvor der i lange tider var egne jødiske fyrster, og hvor den kristne kirke endnu i sine skikke bevarer mange jødiske spor (især omskærelsen). Her lever jo også 200.000 falascha’er, rimeligvis af abessinsk herkomst, men med jødisk lære.

#### Jøder i Afrika og Asien
Ved Kongofloden — og ligeledes i Indien — findes »sorte jøder, fremkomne ved samgifte mellem indvandrede jøder og oprindelige indbyggere; ved Bombay lever desuden en egen lille jødisk stamme, Beni Israel, som skal være kommet til landet for mange hundrede år siden, rimeligvis fra Arabien, og som både taler hindustani og i mange skikke ligner hinduerne. Selv til Kina skal jøder være kommet i en fjern fortid; men her er de næsten gået op i det omboende folk.
Intetsteds nåede jøder dog en så høj grad af timeligt velvære og åndelig udvikling som i Spanien, efter at det var indtaget af araberne. Allerede i 8. og senere i 11. århundrede indvandrede mange jøder øst fra, især fra Babylon, og de nød her store friheder, havde høje embeder, drev ikke alene handel, men også landbrug og deltog i alle industrielle arbejder. Også hengav de sig med iver til videnskabelige sysler og blev for anden gang mellemled mellem østerland og Europa; thi det var jøder som oversatte de arabiske oversættelser af gamle græske skrifter til hebraisk og i en senere tid til latin. Særligt i lægekunsten blev de hele Europas læremestre, idet de overførte kunsten til Sydfrankrig og Syditalien (højskolerne i Montpellier og Salerno) og desuden øvede den som livlæger hos mange kristne fyrster, endog hos flere paver. Ligeledes udmærkede de sig som astronomer, og de berømte tabeller, som Alfons 10. lod udarbejde, skyldtes jøder. Den tolerance de nød godt af i den mauriske del af landet gjorde sig også gældende i den kristne, så ikke alene kalifer, men tillige flere spanske konger havde jøder aom skatmestre, selv Ferdinand den Katolske (Abrabanel). Både i Kastilien og Aragonien fandtes store og blomstrende menigheder, til dels i særlige kvarterer af byerne (såkaldte juderia). Dog udfoldedes megen iver for at omvende jøder til kristendommen, og et yndet middel var religiøse disputatser, ved hvilke særlig døbte jøder optrådte som kristendommens forsvarere, stundom med stort held til at omvende deres tidligere trosfæller. Fra slutningen af 13. århundrede forværredes dog forholdene, og den religiøse fanatisme, som var udviklet under de langvarige krige mod maurerne, gav sig udbrud imod jøder. 1320 gik en storm hen over jøderne i Nordspanien, da de såkaldte »hyrder«’s korstog fra Sydfrankrig strakte sig hinsides Pyrenæerne, og mange tusinder jøder faldt som ofre. 50 år senere sattes i Kastilien de kanoniske love med mange hånde udelukkelser af jøder i kraft, men værst var dog den store forfølgelse, som udbrød 1391 i Sevilla og hurtig bredte sig over hele landet, med omfattende udplyndringer og blodbad. 50.000 jøder siges at være blevet dræbt, og 100.000 gik af frygt over til kristendommen. Dog nu vendte uviljen sig især mod disse »nykristne« {marannos), der mistænktes for at have taget dåben alene på skrømt, mens de i deres hjerter endnu hyldede jødedommen. Dette var vel også i reglen tilfældet og førte de frygteligste lidelser over dem, især efter at inkvisitionen 1480 var blevet indført for at våge over deres rettroenhed. Mange tusinder blev ofre på kætterbålene.

#### Jøderne på den pyrenæiske halvø i middelalderen
Til dels for at værne de nykristne mod forførelse og frafald bestemte Ferdinand den Katolske sig 1492, straks efter at have indtaget Granada og dermed tilintetgjort maurernes magt, til at uddrive alle jøder af landet, såfremt de ikke vilde lade sig døbe. 31. marts udstedtes påbuddet, og der gaves kun 4 måneders frist. Den egentlige udvandringsdag var 2. august (dagen før Columbus gav sig ud på sin første opdagelsesrejse til Amerika), og efter jødisk tidsregning var det årsdagen (9. Ab) både for templets ødelæggelse (70) og Bar Kochba’s nederlag (135), ja selve Jerusalems indtagelse af Nebukadnesar faldt i samme måned. Det er også værd at lægge mærke til at mens enkelte jøder medvirkede til at fremme — eller selv tog del i — Columbus’ opdagelsestogt, som ledede til så stor magt og landudvidelse for Spanien, fattede det spanske kongepar planen om at udjage alle jøder af landet. Mange jøder lod sig døbe for at redde deres velfærd og deres hjemstavn, men 200—300.000 — tidligere opgaves langt større tal, 600—800.000, hvad der utvivlsomt er meget overdrevet — holdt fast ved deres tro og drog bort med tabet af næsten alt deres gods, thi udvisningen var tillige væsentlig en udplyndring. De drog især til Tyrkiet og Nordafrika, men også til Italien og Sydfrankrig, hvor de blev tålte som foregivne »nykristne«. Udvisningen udstraktes 1498 til Navarra. Men endnu fortsattes i 2—300 år inkvisitionens forfølgelser imod de nykristne, hvoraf mange i flere slægtled blev deres fædres lære tro uagtet den årvågne mistænksomhed, som omgav dem, og den grusomme strenghed, der truede dem; selv præster og munke er blevne brændt som hemmelige jøder (et jødisk sagn fortæller om en mand, der ved sin dødsseng havde en læge, en notar og en præst til stede; i sin dødsstund begyndte han at fremsige den jødiske dødsbøn, som fortsattes af de to førstnævnte og sluttedes af præsten). Under den nederlandske frihedskamp flyttede (siden 1590) mange til Amsterdam, hvor de senere åbenlyst gik tilbage til jødedommen. Andre søgte frihed i de spanske kolonier i Amerika, hvor de håbede bedre at kunne undgå opdagelse, men også herhen fulgte inkvisitionen dem. Først 1773 ophævedes i Spanien al forskel mellem ægte katolikker og efterkommere af de nykristne, og i tidernes løb gik disse helt op i det spanske folk; særlig i de højere samfundsklasser er optaget meget oprindelig jødisk blod. Hvor nøje jøder var knyttede til Spanien, ses bedst af, at de, som flygtede til Nederlandene, endnu i 18. århundrede til dels brugte deres tidligere fædrelands sprog, lige som jøder i Østerland, blandt andet i Konstantinopel og Saloniki, endnu op i det 20. århundrede talte et gammelspansk tungemål.
Portugal, hvor jøder i den senere middelalder så temmelig delte kår med de spanske, modtog 1391 en stor mængde jødiske flygtninge fra Spanien, og 1492 drog ligeledes 80.000 jøder derhen og tilkøbte sig i dyre domme 8 måneders ophold, indtil de kunne få skibe og komme bort. Med stor ubarmhjertighed nødte man dem til at drage videre, idet de ellers blev solgt som slaver, og 1497 blev desuden de tidligere bosatte jøder forviste eller tvangsdøbte, mens børnene blev revet fra forældrene og indlemmet til dels i landets fornemste slægter for at omvendes til kristendommen. Selvfølgelig rasede inkvisitionen her, lige som i Spanien, imod de nykristne lige indtil 1766; disses ligestilling med det øvrige folk fastsattes 2 år senere.

#### Jøderne i Frankrig i middelalderen
I Frankrig var jøder talrige allerede i 5. århundrede, især i den sydøstlige del, og i den følgende tid gjorde to merovingiske konger (Childerik 1. og Dagobert 1.) kraftige forsøg på at omvende dem ved tvangsdåb, mens gejstligheden søgte at udelukke dem fra samkvem med de kristne. De karolingiske konger beskyttede derimod jøderne, især Karl den Store, der brugte en jøde som sendemand til Harun al Raschid, og Ludvig den Fromme, under hvem en hofkapellan Bodo endog gik over til jødedommen. Det var især i de store sydfranske handelsstæder at jøder var bosatte og vandt rigdom (drev både håndværk og landbrug), og de havde blomstrende Talmud-skoler. Under det capetingiske kongehus blev jødernes stilling forringer, og fanatiske biskopper fremkaldte gentagne, men rent stedlige forfølgelser. Men da det første korstog forestod, udbrød der 1096 en almindelig forfølgelse, der kostede mangfoldige jøder (der siges 100.000) livet og drev mange andre til dåben. Endnu værre blev det dog da kong Philippe Auguste 1180 først aftvang dem en stor sum i løsepenge, derefter udslettede de kristnes gæld til jøder (en femtedel af den beholdt han dog for sig selv) og til sidst (1182) jog dem ud af sit rige, nærmere bestemt af den fjerdedel af landet, der stod umiddelbart under kronen, samt fratog dem alle faste ejendomme. Ganske vist fik de i 1198 igen adgang til riget, men de næste 200 år var for dem kun en række af mishandlinger. De store lensmænd fulgte villigt det givne eksempel og plyndrede deres jøder efter forgodtbefindende; enkelte regioner forjog dem helt; 1243 brændtes i Paris Talmud og andre jødiske bøger i massevis; 1306 påbød kong Filip den Smukke en ny omfattende udvisning og udplyndring, og skønt jøderne 1315 kaldtes tilbage »efter folkets almindelige forlangende«, blev deres kår ikke bedre. 1320 medførte »hyrderne«’s korstog grusomme forfølgelser, og disse gentoges næste år, da det viste sig at jøder ved deres levevis og sundhedsregler undgik en farsot af spedalskhed. Endelig udjoges jøder for tredje gang 1394, og dette påbud udstraktes 100 år senere til de egne der i mellemtiden var kommet ind under kronen (Bretagne 1491 og Provence 1498). Hvad der gør forfølgelserne i Frankrig så påfaldende, er at de som regel kun skyldtes kongernes og stormændenes havesyge og ikke engang havde religiøs fanatisme som begrundelse. Desuden ansporede de gentagne udplyndringer og de stadige udpresninger jøder til at blive ågerkarle for at skaffe sig midler til at tilfredsstille deres herrer, mens folkemassens uvilje derved fik næring. Hvor liden interesse der næredes for at fremme deres omvendelse, fremgår klart af en bestemmelse fra 1255, iflg. hvilken den jøde som lod sig døbe, mistede alt sit gods for at hans herre kunne blive holdt skadesløs for tabet af den indbringende undersåt. Skønt jøder ikke fra første færd har opfundet brugen af veksler, mener man dog at de ved udstrakt brug af dette værdipapir og 1ignende blev i stand til at unddrage sig den udplyndring som vel nærmest var tiltænkt dem ved disse forfølgelser.

#### Jøderne i England i middelalderen
Til England er jøder næppe komne før i midten af 8. århundrede, og først i større tal under Vilhelm Erobreren. Dennes efterfølger Vilhelm 2. holdt sin hånd over dem, ja tillod endog døbte jøder at vende tilbage til jødedommen, lige som han erklærede selv at ville gå over til denne, såfremt jøder sejrede ved en religiøs disputats. De nåede stor velstand og dannede især i London og Oxford talrige menigheder; men i 12. og 13. århundrede blev forholdene lige så slette som i Frankrig. Det var også i England, at beskyldningen imod jøder for at dræbe kristne børn af religiøse grunde (det såkaldte »ritualmord«), hvis sandhed er ubevist, men som alligevel er blevet gentaget endnu op i det 20. århundrede, første gang fremkom (3 gange i tidsrummet 1144—1180, mens den i Frankrig kun nævnes 1171). Henrik 2. gav jøder fuld frihed til at samle rigdom, men inddrog bagefter selv en stor del af byttet til brug i sine krige, og hans sønner gik villig i hans fodspor. Kongerne gjorde nemlig gældende, at de var de rette arvinger til jødernes rigdom, og disses slægtninge måtte derfor tilkøbe sig arven ved betydelige løsepenge. Især tillod Johan uden Land sig hårde udpresninger af jøder, men allerede 1189 ved Richard Løvehjerte’s kroning udbrød en jødeforfølgelse i London med mord, plyndring og ildspåsættelse, og da kongen var på korstog følgende år, efterlignedes den rundt om i landet. 100 år senere, 1290, blev jøder, 15—16.000 i tallet, alle udjagne af England, skønt kongen 2 år i forvejen havde afkrævet dem én stor sum penge netop for at tillade deres ophold.

#### Jøderne i Italien i middelalderen
Langt bedre end i de vesteuropæiske lande var jødernes kår i Italien. De levede mest i de sydlige dele af halvøen og trivedes vel under araberne på Sicilien, hvor senere kejser Frederik 2. var dem gunstig stemt. De spillede tidligt en rolle som handelsmænd, og de store handelsstæder Genua og Venedig skylder dem en del af deres opkomst, især i henseende til forbindelsen med Orienten. At Italien var delt i så mange mindre stater, kom jøder til gode derved at de let kunne søge tilflugt eet sted når de blev forfulgt et andet eller fordrevet derfra. Hertil kommer at paverne i reglen — lige som fremtrædende kirkelige folk i øvrigt, således Isidor fra Sevilla og Bernhard af Clairvaux — beskyttede dem, talte imod forfølgelserne og særlig tvangsdåben, mens de selvfølgelig var ivrige for at fremme jødernes frivillige omvendelse. Gentagne gange har også paverne erklæret beskyldningerne for ritualmord og 1ignende for at være aldeles usande. Dog er det fra pavehoffet, ved Lateran-synoden 1215, at der som regler for hele kristenheden udgik en række strenge bestemmelser imod jøder, i hovedsagen for at sikre en skarp adskillelse mellem dem og de kristne; heriblandt især påbudet om at de som ydre kendetegn skulle bære på deres kjortel en gul eller rød tøjlap i form af et hjul (det såkaldte »jødemærke«). Det blev dog først efterhånden gennemført i de forskellige lande, sidst i Spanien (1369) og Portugal (1429). Ligeledes var det i Italien at jøders tvungne afspærring i egne kvarterer (ghettoer) først blev gennemført, nemlig i 16. århundrede (Venedig 1516, Rom 1555); det kan ses som en videreudvikling af den gamle sædvane hos jøder at bo samlede omkring deres synagoger. I det 16. århundrede var flere paver som for hårdt frem mod jøder og underkastede dem systematisk udpresning og andre plager (afbrænding af Talmud-skrifter, pålæg om regelret overhøring af omvendelsesprædikener og 1ignende). Værst var Pave Paul 4., der trykkede hele menigheden i Rom ned til fattigdom og sjakkerhandel. 1492 blev jøderne udvist frafra Sicilien, der dengang stod under den spanske konge, og 1540 fra Napoli; men ellers var Italien et af tilflugtsstederne for de jøder som blev fordredet fra Frankrig og Spanien. I 1740 kunne de vende tilbage til de nævnte regioner.

#### Jøderne i Tyskland i middelalderen
I Tyskland har jødernes liv været fuldt så blodig som i de vestlige lande, og endnu langvarigere samt mere trøstesløs, fordi der ikke er noget lyspunkt. Det er tvivlsomt, om de allerede i den romerske kejsertid er komne til de vestrhinske landskaber (særlig Kom) og Sydtyskland; men under Karl den Store og hans efterfølgere bosatte de sig i hele den vestlige del som handelsmænd, især i byerne ved Rhinen. I de første århundreder var deres tilstand tålelig, men med korstogene, både 1096 og 1146, udbrød forfølgelser, der kostede mange tusinder livet, og disse optrin gentoges flere gange senere, snart i enkelte byer, snart i store landskaber, når ulykker ramte folket, eller når fanatismen ophidsede til mord og plyndring. Værst var det efter den sorte døds udbrud og under flagellanternes vilde raseri 1349; thi da blev hele menigheder afbrændte på bål eller brændte sig selv i deres huse og synagoger, når de ikke kunne undgå deres fjender. Disse forfølgelser udryddede næsten jøderne i det vestlige Tyskland og drev dem stadig længere øst på. Der blev rejst beskyldninger imod dem om, at de havde forgiftet brøndene og derved fremkaldt pesten, eller at de havde øvet ritualmord på kristne børn eller krænket Hostien. Fremdeles ophidsedes folket imod dem ved deres åger, der må ses i lyset af, at de kristne ikke måtte tage renter af deres lån. Det var desuden en næringsvej, der kunne give dem midler til at tilfredsstille fyrsternes havesyge.
Jøder blev nemlig gjorte til kejserens »kammer-knechte«, men skænkedes — eller solgtes — af ham til de andre fyrster eller til de fri rigsstæder som et indbringende privilegium, og de tjente i virkeligheden som en indirekte beskatning, idet de fik lov til at udsuge folket for siden at afstå deres bytte helt eller delvist til de store herrer. Der pålagdes dem nemlig høje afgifter, dels regelrette, dels mere specielle tilfælde - Tyskland skal heri have overgået alle andre kristne lande — og den grundsætning hævdedes lige frem, at kejseren havde fuld rådighed over deres liv og gods på grund af den beskyttelse, han ydede dem. Jævnlig tillod man sig vilkårligt at udslette eller nedsætte den gæld, der skyldtes dem; stundom fratog man dem gældsbrevene og inddrev derefter selv gælden til eget bedste. Mest ydmygende af alle afgifter var den »leibzoll«, der afkrævedes de rejsende jøder, som om de var kvæg, i hvert enkelt land eller by, de besøgte (dobbelt for en frugtsommelig kvinde). Allerede i 12. århundrede gjaldt i Tyskland den særlige »jøde-ed« under i grelle og krænkende former, og det gamle forbud mod blandede ægteskaber skærpedes således. at de alt bestående skulle opløses med tvang, med mindre jøden lod sig døbe. Også fastsattes grusomme straffe for kønslig forbindelse mellem en jøde og en kristen kvinde. Fra 13. århundrede brugtes »jødemærket« på dragten, og efter kirkemødet i Basel 1434 gennemførtes det almindeligt, men gik dog af brug i 16. århundrede, ligeledes den såkaldte »jødehat«. Endnu i 15. og 16. århundrede fordreves jøder fra ikke få tyske landskaber og byer, og reformationen medførte ingen forbedring i deres kår. Kun indtrådte efterhånden større sikkerhed for den noget indskrænkede retslige — eller snarere retsløse — tilstand, som i tidens løb var udviklet. Når undtages visse grene af handel, særlig pengehandel, var de i virkeligheden udestængte fra enhver hæderlig næringsvej, fra grundejendom og dermed fra landbrug, fra lavene og dermed fra håndværk, og for størstedelen henviste til sjakkerhandel og lånen på pant. I reglen var de fattige, og i modsat fald måtte de skjule deres velstand for ikke at vække misundelse og udsætte sig for udpresning. Enkelte nåede i 17. og 18. århundrede til rigdom, mest som »hofjøder«, men var til gengæld særligt udsatte for folkets had. Afspærrede fra alt samkvem med deres kristne landsmænd boede de i deres snævre »judengasse«, hvor deres levevis for stivnede under talløse regler; udelukkede fra folkets åndelige liv hengav de sig til ensidigt studium af Talmud, hvorved deres spidsfindighed skærpedes, og forstandens udvikling fortrinsvis fremmedes. Den jødetype, som endnu i det 20. århundrede vakte så megen uvilje, er væsentlig en skabning af ghetto-livet, en frugt af den åndelige og legemlige indespærring, som de kristne folkeslags i århundreder fortsatte forfølgelse og undertrykkelse medførte.

#### Jøderne i Schweiz i middelalderen
Jødernes stilling i Schweiz i middelalderen var i det hele som i Tyskland; de blev forfulgte 1349 under den sorte død og udjagne fra flere kantoner i 15. århundrede. Omtrent på samme vis gik det dem i Böhmen, hvortil de kom ca. 900, og i det egentlige Østrig. Også her måtte de udstå forfølgelser og udplyndringer; fra Wien udvistes de flere gange, sidst 1670, under påskud af, at de stod i forræderisk forbindelse med tyrkerne, men tilbagekaldtes 1697. Derimod hjalp de 1648 at forsvare Prag mod svenskerne og vandt derved visse rettigheder; alligevel blev de udjagne fra byen 1744, men kaldte tilbage få år efter.

#### Jøderne i Ungarn
Til Ungarn skal nogle jøder være komne sammen med magyarerne ved deres indrykning i landet øst fra i 9. århundrede, men flertallet vest fra i 11. århundrede. De nød der store friheder, havde grundejendomme og fik embeder som møntmestre og skatteforpagtere. Pavernes bitre klager her over virkede kun for en kort tid af 13. århundrede. Men fra 1360 begyndte også her undertrykkelsen, og den fortsattes med få afbrydelser, indtil rigets selvstændighed gik tabt 1526. Efter, at tyrkerne var fordrevne fra Ungarn i 17. århundrede, måtte jøderne her dele kår med deres trosfæller i de andre østrigske lande.

#### Jøderne i Polen
Til Polen kom jøder i 9. og 10. århundrede, men de fik stærk tilvækst senere ved flygtninge fra Tyskland under de forfølgelser, som korstogene og den sorte død førte med sig. De vandt velstand ved handel, men drev også håndværk og landbrug, optog landets dragt og gik lige som adelsmændene med sværd og gylden kæde. I 14. århundrede udbredte de sig også til Litauen og de ukrainske landskaber. Omtrent samtidig begyndte de indvandrede tyskere at ophidse folkestemningen imod dem, og i tiden omkring 1400 forefaldt flere blodige optrin. Også bestræbte præsteskabet sig for at få de vestlige landes indskrænkende lovgivning overført til Polen, mens kongerne i reglen beskyttede jøderne, især Kasimir den Store. Fortællingen om hans jødiske elskerinde Estherka er dog kun et sagn. Efterhånden lykkedes det i. 16. århundrede at fremtvinge oprettelsen af egne jødekvarterer, pålæg om mærke på deres dragt, kopskat og udelukkelse fra embeder, og under jesuitternes indflydelse i 17. århundrede forværredes jødernes kår yderligere; deres stilling blev i flere retninger omtrent som i de vestlige lande, idet adelen ringeagtede dem og almuen hadede dem, idet de i virkeligheden trådte i stedet for den middelstand, Polen ellers savnede. I 16. århundrede kom igen en stærk indvandring vest fra, og den medbragte det jødetyske tungemål, der senere blev almindeligt blandt de polske jøder. I intet andet land nåede jøderne en talrighed som i det polske rige; men den store kosakopstand i midten af 17. århundrede bragte stor nød over dem og kostede et par hundrede tusinde jøder livet.

#### Jøderne i Rusland
Til det sydlige Rusland kom tidlig jøder dels fra det byzantinske rige og Kaukasien, dels fra Khazarernes rige, hvor kongen og stormændene i 8. århundrede var gåede over til jødedommen; men 1113 udgik forbud imod deres ophold, og det gentoges senere, blandt andet 1743, hvor efter 35.000 udvistes af riget. Dog fandtes der endnu kristne sekter i Rusland helt frem til efter afslutningen af 1. verdenskrig, der tyder på jødisk indflydelse, og man har flere efterretninger om, at jødiske proselytter er blevne brændte.

### Jøderne i 17. og 18. århundrede
Det første lyspunkt i jødernes nyere historie er grundlæggelsen af menigheden i Amsterdam i slutningen af 16. århundrede, dannet af indflyttede spanske nykristne, som 1603 fik fuld trosfrihed og vendte tilbage til jødedommen. Det var mest rige og dannede slægter, som snart vandt indflydelse (Amsterdam fik spottenavnet »Ny Jerusalem«) og ved deres forbindelser med Indien i høj grad fremmede Nederlandenes handel. Også udfoldedes blandt dem et rigt åndeligt liv; både Uriel da Costa og Spinoza, den nyere filosofis grundlægger, hører herhen. Tidligt kom en aflægger af menigheden til Hamborg (1612) og derfra senere til Danmark; ligeledes 50 år senere til England. Enkelte jøder siges at være komne hertil under dronning Elisabeth, men folkestemningen må i så fald næppe have været dem gunstig. Derimod vides, at Oliver Cromwell i 1655 gjorde forsøg på at skaffe jøder lovlig adgang til riget, og at jøder få år efter begyndte at flytte derover; de vandt hurtig rigdom og indflydelse samt hjalp godt til at fremme Englands opvoksende handel. 1753 vedtoges en lov, som gav jøder indfødsret efter 3 års ophold, men af hensyn til folkestemningen toges den tilbage allerede næste år, et enestående tilfælde i rigets parlamentariske historie, og jøderne måtte endnu i 2—3 menneskealdre savne adgang til embeder samt politisk og kommunal valgret, mens de ellers nød fuld personlig frihed og udstrakt næringsfrihed. Også de til Frankrig flygtede spanske nykristne fik 1550 tilladelse til at bo i Bordeaux og Bayonne og tilkøbte sig 1623 ret til åbent at vedkende sig at være jøder. Selv til Tyskland udstrakte fremskridtet sig: i årene 1730—72 udkom en række »judenordnungen« for de enkelte stater, og særlig må mærkes Frederik 1.s »Toleranceedikt« for Preussen 1750; de indeholdt vist nok endnu mange indskrænkninger, men jøder vandt dog derved lovlig grund under fødderne.

### 1800-tallet: jødeemancipationen
Alt dette er dog kun forløbere for den store bevægelse, der begyndte omtrent 1780 til bedste for en forbedring af jøders stilling, og som snart førte til et væsentlig omslag, ja banede vej for deres fuldstændige ligestilling, jødeemancipationen. Bevægelsen er dobbelt. En kom fra jøderne selv, idet Moses Mendelssohn, der selv var en dygtig prosaist og skarpt havde udtalt sig mod Frederik 2.s efteraben af alt fransk væsen, virkede for at drage sine trosfæller ud af deres — på een gang tvungne og selvvalgte — afspærrethed og at knytte dem til det tyske sprog og åndsliv. Hvor langt jøder var fjernede herfra, ses bedst deraf, at han måtte lade sin tyske oversættelse af Pentateuchen (1779—83) trykke med hebraiske bogstaver, da ellers flertallet af jøder slet ikke kunne læse den. Fra den gamle rabbinske retning rejstes også stærk modstand imod hans bestræbelse. Samtidig skrev Lessing sit skuespil »Nathan der weise« (1779), hvori han hævdede tolerance mellem alle trosbekendelser og særlig fremstillede jøden Nathan som den vise og retfærdige (et modstykke til Shakespeare’s Shylock). Fremdeles skrev Dohm 1781—83 »Ueber die burgerliche Verbesserung der Juden« og gjorde heri gældende, at jøder som følge af deres fortrykte stilling var et meget uheldigt, ja skadeligt element i samfundet, og at det derfor var i dettes egen interesse at forbedre deres stilling og gøre dem til nyttige borgere. Påvirket heraf gjorde Josef 2. 1782 det første alvorlige skridt til at forbedre jøders kår, gav dem fri religionsøvelse og flere andre rettigheder, afskaffede »Leibzoll« og andre tyngende indskrænkninger, men pålagde dem samtidig værnepligt, Brug af det tyske sprog i offentlige forhold og faste slægtsnavne — en ordning, som gav de østrigske embedsmænd lejlighed til at vise deres spøgefuldhed, idet de påtvang jøder latterlige eller hånlige navne, når de ikke kunne eller ville tilkøbe sig mere velklingende.
Snart fulgte andre lande efter: leibzoll blev afskaffet i Alsace-Lorraine 1784 og i Preussen 1787, og i Frankrig nedsattes en regeringskommission til at drøfte spørgsmålet om jødernes stilling (de havde allerede 1776 fået lov at bosætte sig i hele landet), mens Mirabeau 1787 gjorde almenheden bekendt med bevægelsen i Tyskland. 18. århundredes almindelige friheds- og lighedsideer kom dem særlig til gode. Den nordamerikanske unionsforfatning kundgjorde først deres ligestilling. 1790—91 vedtog den franske nationalforsamling det samme, først for de sydfranske, senere for de tyske i Alsace, og den udstraktes med de franske sejre til landene vest for Rhinen og 1796 til Holland, til dels imod de jøders ønske, der ikke ville opgive deres særstilling. 1799—1807 bortfaldt leibzoll i de mindre tyske stater, og i de nærmest følgende år optoges den franske ordning i det væsentlige i hele Vesttyskland og 1812 i Preussen. Også fra jødernes side gjordes et vigtigt skridt, idet et i Paris 9. februar 1807 samlet Sanhedrin af repræsentanter fra Frankrig, Italien og Holland udtalte landslovenes forbindende gyldighed for jøderne og den dertil svarende opgivelse af rabbinernes domsmagt i civilretlige spørgsmål samt jøders villighed til fuldt at slutte sig til de folk, blandt hvilke de boede, såfremt disse optog dem som borgere. Det åndelige røre, som Mendelssohn og hans tilhængere havde vakt hos jøder i Tyskland, gik snart over til en urolig higen efter at vinde samkvem med de kristne og efter at nedbryde de skillevægge, der holdt dem fjernede, og under den almindelige religiøse indifferentisme forlod mange jøder, især af de velhavende og dannede, deres gamle trossamfund og lod sig døbe. Hvad den langvarige undertrykkelse ikke havde formået, udrettede tolerancen på kort tid. Ligeledes viste jøder, både i Frankrig under revolutionen og i Preussen under frihedskrigen, deres taknemmelighed for den vundne frihed ved store pengetilskud og frivillig deltagelse i fædrelandets kamp.
Den reaktion, der blev rådende i Europa efter 1814, vendte sig også imod jøder, dog hverken i Frankrig eller Nederlandene, som holdt fast ved den tilståede ligestilling. I Frankrig overtog staten 1831 den jødiske gudsdyrkelses og præstestands underhold, og 1871 tilstodes der jøder i Algeriet fransk indfødsret og dermed del i de rettigheder, der tilkom deres trosfæller i moderlandet. Vel søgte Ed. Drumont 1886 og følgende år at vække en antisemitisk stemning, men efter en kort opblussen døde den sporløst hen, og den internationalt opsigtsvækkende Dreyfus-sag blev kun en enestående tildragelse. Skønt jøder kun udgjorde en meget lille andel af det franske folk, havde altid adskillige jøder haft sæde i dets lovgivende forsamlinger, mens andre har indtaget vigtige embeder; særlig var der mange jødiske officerer, ja selv generaler.

#### Tyskland
I Tyskland søgte derimod regeringerne at skrue udviklingen noget tilbage og at genoptage flere af de gamle indskrænkninger. Mecklenburg ophævede helt sin frisindede lov af 1812, Lubeck og Bremen jog ligefrem jøder ud midt om vinteren 1818—19, og Frankfurt a. M. genoprettede sin »judengasse« (indtil 1824). Også gav pøbelens uvilje imod jøder sig til kende i flere større byer (fra Würzburg til Hamborg) i eftersommeren 1819 med gadeopløb og »Hep-Hep«-råb, en latterlig parodi på middelalderens jødeforfølgelser (fortsat i København under "Jødefejden"). Lidt efter lidt indtrådte dog et omslag i stemningen; det sporedes først i Württemberg, som 1828 gav jøder vigtige rettigheder, og 1833 tilstod Kurhessen dem fuld ligestilling. Siden førtes i flere tyske landdage en kamp imod regeringerne og adelskamrene til bedste for jøder, dog uden synderligt udbytte. Først 1842 gjorde Hannover og 1847 Preussen et væsentligt fremskridt, dog uden at ville indrømme jøder politiske rettigheder; men 1848 gennemførtes fuldstændig lighed i næsten hele Tyskland. Vel blev jøder i den følgende tid endnu jævnlig tilsidesatte af de konservative (junkerlige) ministre og navnlig udelukkede fra alle embeder, med mindre de ville underkaste sig dåben; men loven kendte ingen ulighed, og efter det Nordtyske Forbunds oprettelse 1867 blev selv Mecklenburg nødt til at opgive alle gamle indskrænkninger. Senere gjorde vist nok antisemitismen, som her kaldtes til live 1878 af hofpræst Stocker, sig stærkt gældende og fandt også her en langt frodigere jordbund end i Frankrig; den havde endog stor fremgang blandt studenterne. Man genoptog den gamle bestræbelse for at udelukke jøder fra alskens embeder og særlig fra officersposterne; men herud over og ud over en rent selskabelig udelukkelse af jøder fra visse samfundskredse formåede den ikke at gøre stor fortræd. Den kunne hverken hindre, at enkelte jøder vandt kejserens særlige yndest, eller at folket valgte ikke få jøder til rigsdagen og landdagene; under 1. verdenskrig udnævntes 2.000 jøder til officerer, hvorhos 900 fik jernkorset af første klasse.

#### Italien
Ikke bedre end i Tyskland gik det jøderne i Italien efter 1814, hvor den frihed, som franskmændene havde bragt, over alt tilbagekaldtes; i Modena blev den særegne dragt igen påbudt 1831, og i Rom blev ghetto først åbnet 1847 og et par år efter på ny genoprettet. Derimod gaves der 1848 jøder fuld ligestilling i Sardinien, og derfra udstraktes den 1859—1870 til det øvrige land. Flere jøder tog del i Garibaldi’s togt 1860, og i det frigjorte Italien har ikke få jøder haft sæde i kamrene (endog været ministre lige som i Frankrig og Nederlandene) eller indtaget høje embedsstillinger; en tid lang havde hæren endog en jøde til overgeneral.

#### Schweiz
I Schweiz vedligeholdt flere kantoner selv efter 1848 det gamle forbud mod jøders bosættelse, men nødtes 1865 til at opgive det, da en ændring i forbundsforfatningen udtalte alle trosbekenderes ligestilling. I England var forholdene langt gunstigere. Allerede ved den første valgreform 1832 (egentlig 1829) fik jøder politisk valgret, 1835—1845 efterhånden adgang til kommunale og statsembeder, og efter en 10-årig kamp mellem parlamentets tvende huse 1858 valgbarhed til underhuset; 3 år senere fik de adgang til dommerposter. Siden omkring 1860 har mange jøder haft sæde i underhuset, og endelig har jøder siden 1885 vundet ophøjelse til peerer.

### Sydøsteuropa
Det daværende Østrig-Ungarn, som i dette forhold dannede overgangen mellem de fremskredne vestlige lande og det endnu barbariske Østeuropa, blev længe stående ved Josef 2.s ordning fra 1782. Jøder regnedes kun for »tålte«, og man søgte at hindre deres forøgelse, blandt andet ved at forbyde ægteskaber ud over et vist tal (til gengæld fik man en stor mængde ulovlige, men ellers fuldt gyldige forbindelser); rige jøder kunne derimod godt opnå adelsskab. 1846 gjordes et væsentligt fremskridt, idet den trykkende jødeskat afskaffedes i Böhmen og Ungarn, og 1848 kundgjordes for hele Østrig jødernes fulde ligestilling, hvorhos den ungarske rigsdag 1849 vedtog en tilsvarende beslutning, som dog ikke trådte i kraft. Under frihedskampen havde jøder ydet virksom hjælp, hvorfor også den østrigske sejrherre, general Haynau, senere pålagde deres menigheder tunge straffebøder. Efter reaktionens sejr gjordes også med hensyn til jøder et tilbageskridt. Først i december 1859 vendte man i Østrig tilbage til den i frihedsåret bebudede ordning, og så snart Ungarns selvstændighed 1867 var godkendt, blev tilsagnet fra 1849 indfriet. Jøders stilling i disse lande blev afgjort gunstig, når undtages Galicien og Bukovina, hvor jøder i mange forhold — skønt ikke efter loven — stod på et lignende trin som deres trosfæller i Rusland, og deres tal blev stærkt forøget ved indvandring øst fra. Endelig vedtoges 1895 efter hårde kampe en lov i Ungarn, hvor efter jødedommen blev et anerkendt trossamfund, ligestillet med de ulige kristne kirker. På den anden side gav gamle fordomme og jødehad udslag i den berygtede Tisza-Esslar-sag i Ungarn 1882—83, hvor man så politi og underret gå hånd i hånd med pøbelen om at hævde en aldeles ugrundet sigtelse mod nogle jøder for ritualmord. Jøderne selv har med oprigtig troskab sluttet sig til det magyarske folk. Mangfoldige jøder har i de sidste menneskealdre antaget magyarske navne, og man regner, at over to tredjedele af dem efter 1. verdenskrig brugte det magyarske sprog som deres hussprog og lod deres børn oplære deri.

#### Østrig
Også til Østrig trængte antisemitismen frem, og det lykkedes den 1896 at gøre en af sine ledere, Lueger, til borgmester i Wien, som han derefter styrede til sin død 1910. Ligeledes fik hans meningsfæller (det kristeligt-sociale parti) ved valgene til rigsrådets underhus valgt ikke færre end 96 eller næsten en sjettedel af husets samlede medlemstal udelukkende fra de tyske landskaber; men hverken i de tjekkiske lande eller i Galicien. Nogen varig indflydelse vandt antisemitismen dog ikke, og i modsætning til forholdene i Tyskland var der i Østrig mange jødiske officerer, selv i de højere poster.

#### Polen
Polens frie forfatning 1791 tilsagde jøder ligestilling, men den fik ingen gyldighed ved rigets snart efter følgende deling. Under det preussiske herredømme 1795—1807 blev jødernes stilling dog ikke lidet forbedret, mens den sachsiske regering i hertugdømmet Warszava var den meget ugunstig, og den senere russiske endnu hårdere. Skønt jøder allerede 1794 havde taget virksom del i Prags forsvar, nægtede den polske revolutions ledere 1831 dem dog ret til at indtræde i hæren og forsvare deres fødeland. Endnu i en menneskealder måtte jøder lide mange hånde indskrænkninger og stor tilsidesættelse fra adelens side, uagtet de for en stor del oprigtig sluttede sig til deres kristne landsmænds uafhængighedsønsker. 1862 tilstodes der dem næsten fuld borgerlig ligestilling, nærings- og opholdsfrihed, hvorhos der lovedes gradvis ophævelse af de særlige afgifter, som hidtil påhvilede dem (for »koscher«-kød, sabbatslys med mere).

#### Rusland
Langt slettere var jødernes forhold i Rusland, hvor de dog udgjorde en større mængde end i noget andet land, ja over en tredjedel af alle jøder i verden. De optoges først i riget under Katharina 2. ved de gammelpolske landskabers tilknytning, men fik uden for disse kun lov til at bo i Lille- og Sydrusland, i alt i 15 guvernementer, det såkaldte »jødeterritorium«, dog under mange indskrænkninger. Ved det 19. århundredes slutning udgjorde de endog over en ottendedel af hele territoriets befolkning, men i følgende guvernementer omtrent en femtedel, og man talte derfor for spøg om »det ny jødeland«, skønt det langt fra var »et forjættet land«. 1827 pålagdes der jøder her værnepligt (først 1843 i Polen), til dels som middel til at løsrive rekrutterne fra jødedommen. Man bortrev endog børn fra forældrene for at uddanne dem til soldater (lige som de tyrkiske janitsharer). 1835 gaves en omfattende lov om jøders retslige stilling, og de fik derved en ret udstrakt næringsfrihed — dog ikke til landbrug uden for de særlige landbrugsbygder, som Alexander 1. havde grundlagt for dem — samt ret til at studere; men de blev ellers som hidtil trykkede ved tunge afgifter og alskens hæmmende bestemmelser, der yderligere skærpedes ved embedsmændenes vilkårlighed og forvrængende fortolkninger.
I 1843 udelukkedes de fra et 50 km bredt bælte langs grænsen under påskud af, at de drev smugleri, og 1845 pålagdes det dem at opgive deres gammeldags dragt og at bruge russisk forretningssprog (1871 udstedtes et lignende bud for Polen). Alexander 2.s frisindede styrelse kom også jøderne til gode, idet han tillod visse klasser (velhavende købmænd, videnskabsmænd og 1ignende, dygtige håndværkere og udtjente soldater) at bo over alt i riget. Men kort efter hans død udbrød der i foråret 1881 i Sydrusland voldsomme og planlagte forfølgelser (»pogromer«) med plyndring og mord, og senere i Litauen fandt omfattende ildspåsættelser sted i de jødiske kvarterer. At forfølgelserne fuldt så meget skyldtes de kristne købmænds brødnid (jøderne tvang ved deres konkurrence varepriserne ned) som almuens fordomme, er sikkert nok, lige som også, at beskyldningerne imod jøderne var usande eller overdrevne (de kristne ågerkarle tog langt højere renter, og der var større drikfældighed i de egne, hvor der ikke var jødiske værtshusholdere). Mest påfaldende var det dog, at embedsmændene så uvirksomme til eller endog åbenlyst tog del i mishandlingen; og at det hele til en vis grad havde regeringens billigelse, sås af, at der snart efter fulgte nye love, som indskærpede eller ligefrem forstærkede de tidligere indskrænkninger, blandt andet med hensyn til jøders besøg af universiteter og skoler, og desuden en tilbageførsel af en stor mængde jøder fra det egentlige Rusland, særlig fra de to »hellige« stæder, Moskva og Kijev, til territoriet, hvor de åndeligt og legemligt forkrøbledes. Hovedmassen sammentrængtes nemlig i byerne (jøderne udgjorde omtrent en tredjedel af disses befolkning), og uagtet al flid og en utrolig nøjsomhed levede størstedelen i nød og fattigdom, idet deres talrighed gjorde kampen for tilværelsen hård og lagde store hindringer for en forbedring af deres kår. Forfølgelserne 1881 gav stødet til en stærk udvandring, især til Nordamerika, men den var ingenlunde omfattende nok til at kunne lette byrden for den tilbageblivende mængde. Den store jødehader Pobjedonoszef, den hellige synodes leder, fik således kun langt fra sit ønske opfyldt at se den ene tredjedel af jøderne dræbt, den anden udjaget af riget og den sidste tvunget til dåben. 1903—1906 fandt ny forfølgelser sted i en mængde byer i Syd- og Vestrusland, hvorved mangfoldige jøder mistede liv og helbred, samt alt, hvad de ejede, og kejseren fik bag efter lejlighed til at vise sit sande sindelag imod dem, idet han som regel benådede dem, der ved domstolene var domfældte for at have deltaget i myrderierne — de »sande russiske mænd«, som de kaldte sig. De egentlige ophavsmænd blev aldrig opdagede, endsige dømte, og alt for tit syntes selve politiet og embedsmændene at stå bagved. Ligeledes fortsatte myndighederne deres plagerier mod jøderne og brugte gerne deres magt med yderste hårdhed og vilkårlighed, mens senatet som øverste domstol jævnlig søgte at yde jøder retfærdighed, men tit kom for sent til at skaffe nogen virksom beskyttelse. Efter den ny forfatnings indførelse 1906 fik jøder langt friere adgang til universiteter og højere skoler, og det blev endog tilladt de jøder, der i sin tid ved lokkemidler og trusler, særlig under de store forfølgelser, blev førte til dåben, at vende tilbage til deres gamle tro. Nogen sand ligestilling fandt dog ikke sted. 1. verdenskrig bragte stor nød og elendighed over jøderne i det russiske rige. Ikke alene strakte krigen med dens ødelæggelser og hærgning sig over alle de vestlige landskaber, hvor jøder led fuldt så meget som den øvrige befolkning; men den medførte også særlige ulykker for jøder. Således blev mangfoldige jøder, da de fremmede tropper trængte ind i riget, førte bort fra grænseegnene til østlige guvernementer, hvor den russiske befolkning ikke tog særlig venligt imod dem, og hvor de derfor førtes fra en egn til en anden, selvfølgelig til stor fortræd. Endnu værre var dog de store jødeforfølgelser, især i Ukraine (1919) med deres sædvanlige mord og plyndringer. Ofrenes tal regnes mellem 100—200.000 foruden de mangfoldige stakler, som blev vanvittige af rædslerne, og de talløse børn, som helt eller til dels mistede deres forældre og forsørgere. Under den senere opløsning af alle samfundsforhold efter revolutionen led jøderne ikke mindst. I de nye stater, der er dannede efter krigen (Polen, Litauen, Letland og Estland), blev der tilsagt dem både statsborgerlige rettigheder og fuld kulturel frihed.

#### Rumænien
I Rumænien, hvor den jødiske befolkning i tidsrummet efter 1860 fik en stærk tilvækst ved indvandring nord fra, blev dens forhold ikke bedre end i Rusland. Regeringen — især under såkaldte liberale ministerier — og folkets store masse enedes godt om at plage og underkue dem. Man søgte på alle måder at indskrænke deres adgang til erhverv og således gøre det umuligt for dem at forbedre deres kår. Man pålagde dem vel pligter (både skatte- og værnepligt), men gav dem ingen rettigheder. Ja, regeringen havde efter 1878 end ikke undset sig ved åbent at tilsidesætte det eneste vilkår, som Berlin-kongressen havde stillet for Europas godkendelse af landets uafhængighed, nemlig at der skulle indrømmes jøderne ligestilling, og opstillede derimod den lære, at alle jøder var udlændinge — selv de, hvis forfædre havde levet i landet i flere hundrede år — og derfor ikke kunne optages i mængdevis i det rumænske folk. Derfor fik i årenes løb også kun et forsvindende tal af jøder indfødsret, og skønt man bebrejdede dem, at de holdt sig adskilte fra det øvrige folk, gjorde man dog intet for at fremme den opvoksende slægts tilknytning til dette, men søgte tværtimod at spærre dem adgang til skolerne og derved til almindelig oplysning. Som en naturlig følge af disse forhold fandt også her en betydelig udvandring sted. Ved 1. verdenskrig fik Rumænien så store landudvidelser (russisk Bessarabien, østrigsk Bukovina og ungarsk Transsylvanien), at jødernes antal voksede fra 250.000 til over 800.000. Regeringen måtte derfor indrømme jøderne fulde borgerlige rettigheder.

#### Serbien, Bulgarien, Grækenland, Tyrkiet
Serbien og Bulgarien opfyldte derimod uden tøven og uden mindste ulempe løftet om jødernes ligestilling, og den har ligeledes gældt i Grækenland siden frihedskrigen, hvad dog ikke har hindret gentagne udbrud af det gamle jødehad på Korfu. I Tyrkiet såvel som i de andre muslimiske lande i Forasien og Nordafrika har jødernes stilling vel aldrig været gunstig, idet de er blevne regnede for en underordnet race og har været underkastede mange hånde vilkårligheder og udpresninger oven fra og alskens hån og mishandling neden fra, men de er dog aldrig blevne stadig forfulgte eller planmæssig indskrænkede i deres erhverv. 1840 fandt en blodig forfølgelse sted imod dem i Syrien, fremkaldt ved beskyldningen om et ritualmord i Damaskus på en italiensk munk. I den nyere tid blev forholdene ikke så lidt forbedrede, og mange jøder optoges i embedsstanden. Ved den nye forfatning 1908 blev endog jødernes ligestilling kundgjort.

#### Palæstina
Fredskongressen efter 1. verdenskrig bragte jøderne udsigten til, at Palæstina, som engelske tropper 1917 fratog tyrkerne (general Appleby holdt i spidsen for sin nye korsfarerhær 9. december 1917, på en af jødernes store festdage, sit indtog i Jerusalem), var blevet bestemt til at være et nationalt hjemland for jøderne under engelsk tilsyn, dog uden derfor at blive spærret for kristne og muslimer, da landet jo for dem alle er et »helligt land«. Hvorledes dette formåls udførelse skulle kunne ordnes, og hvorvidt jøder i større mængde ville drage bort fra Europa til deres "forfædres forjættede land", var dog et emne, som først fremtiden kunne besvare.

### Jødiske udvandringer til Nordamerika
Som følge af den stærke indvandring fra Rusland og Rumænien havde Nordamerika, som 1848 kun talte 50.000 jøder og 1881 230.000, 1900 en jødisk befolkning af 1.419.000, hvilket tal ved senere indvandring og naturlig tilvækst efterhånden voksede til 2½ mio., så at Nordamerika blev det land, som, næst efter Polen og Ukraine, efter 1. verdenskrig havde den største jødiske befolkning; over halvdelen, 1.350.000, faldt på staden New York, der således havde den største jødemenighed i hele verden. — Også til Dominion of Canada havde jøderne i den nyere tid i stor mængde fundet vej; mens deres tal før 1880 kun opgaves til et par tusinde, var det 1911 steget til 76.000 og regnedes 1918 til 120.000. Det samme gjaldt for Argentina, hvor der 1917 fandtes 110.000 jøder, mens der ved det 20. århundredes begyndelse kun opgaves en femtedel heraf.

### Jøder i Danmark
Endnu 1651 blev det forbudt jøder at komme til Danmark uden særskilt lejdebrev fra kongen, skønt Christian 4. allerede 1630 havde givet dem opholdsret i Glückstadt og 1641 i Altona. Men 1657 udvirkede den rige Diego Teixeira i Hamborg, som havde lånt Frederik 3. penge, tilladelse for "portugisiske jøder" til at rejse omkring i landet og drive handel, og det varede ikke mange år, før enkelte jøder ligefrem bosatte sig i København. 1684 fik også "tyske (polske) jøder" lov hertil, og omtrent samtidig tillodes bosættelse i Fredericia, Nakskov og Ribe.
I begyndelsen af det 18. århundrede var der dog kun en snes familier i København, men tallet steg hurtigt (var i 1726 65); som vilkår krævedes, at de skulle bygge et hus eller indrette en fabrik, men hverken dette vilkår eller kravet om lejdebrev blev strengt overholdte. Jøder boede mest i Læderstræde og dets nabogader, drev flere slags handel (især manufakturhandel) og lånte på pant; men skønt de var lidet agtede, blev de dog langt bedre behandlede end sædvanlig andetsteds. 1728 fik de vel pålæg om ugentligt at høre en omvendelsesprædiken men det faldt snart bort lige som forbuddet mod at have kristne tjenestefolk. I 1737 nægtedes der dem endnu tilladelse til at bygge en synagoge, og først 1766 indrettedes en sådan i Læderstræde, men den brændte 1795. Derimod havde de en synagoge i Fredericia siden 1719. Fra 1784 henvendte regeringen sin opmærksomhed på at forbedre deres kår, og de fik efterhånden flere rettigheder, adgang til lavene (1788), til universitetet (1798), til at købe grundejendom og drive landbrug (1802), men til gengæld pålagdes der dem tjeneste i borgervæbningen (1801) og i hæren (1809). Også tillodes i 1798 det første blandede ægteskab. Endelig fastsatte Forordningen af 29. marts 1814 deres retslige stilling, de fik fuld borgerret og stilledes helt under landets love, mistede deres særlige skiftevæsen og skulle bruge dansk (eller tysk) sprog i deres handelsbøger og dokumenter. 1813 var det blevet forbudt at bruge navnet »jøde«; man skulle sige »mosaitter« eller »mosaiske trosbekendere«. Tidligere brugtes også udtrykket »jødisk nation«, hvorved jøderne netop betegnedes som stående uden for folket. Siden 1793 arbejdede »Præmieselskabet for den mosaiske Ungdoms Anbringelse« for at få unge jøder oplærte i håndværk og bryde lavenes uvilje derimod, og ved M. L. Nathansons iver oprettedes 1805 Friskolen for drenge og 1810 Karoline-skolen for piger. 1803—37 bestod et eget højere institut for drenge, men ellers besøgte de mere velhavende jøders børn kristne skoler. Ved 19. århundredes begyndelse var jødernes tal i København omtrent 2.000, og når det 1836 knapt var vokset til 2.500, skyldtes det nærmest den stærke overgang til kristendommen. Endnu 1813 gav den gamle fordom mod jøder sig luft i en heftig pennekrig, den litterære »jødefejde«, og denne fulgtes 1819, både i København og enkelte købstæder, af en svag efterligning af de tyske pøbeloptøjer, også kaldet Jødefejden. Efterhånden tabte dog fordommen sig, og siden 1825 valgtes flere jøder til borgerrepræsentanter; 1834 fik de valgret, men ikke valgbarhed til Provinsialstænderne, og endelig ved grundloven af 1849 fuld politisk ligestilling. Den gammeldags jøde-ed fra 1747 blev allerede 1843 væsentlig ændret, og 1864 bortfaldt den særlige edsfæstelsesform. Efter at synagogen var brændt 1795, holdtes gudstjenesten i mange mindre kredse, og der opkom heftig strid om dens fremtidige form mellem den gammeldags og den mere moderne retning. 1817—23 holdt den sidste en meget reformeret gudstjeneste med Mannheimer til præst, med dansk prædiken og danske bønner; men efter, at den nye synagoge var blevet bygget i 1833, indførtes vel dansk prædiken, men de gamle hebraiske bønner og andre skikke bevaredes.
I Hertugdømmet Slesvig stod jødernes udvikling langt tilbage for, hvad der skete i kongeriget; en forordning fra 1854 stillede dem omtrent på samme trin som 1814 i kongeriget, og først 1864 hævedes de sidste indskrænkninger af de tyske magthavere. Det mosaiske trossamfund havde tidligere i flere købstæder egne menigheder med såkaldte kateketer som religionslærere og særskilt fattigvæsen (ved 19. århundredes slutning var der endnu fire sådanne); men idet jøderne i årenes løb mere og mere samledes i hovedstaden, ophørte alle disse igen. I København havde jøderne et eget repræsentantskab på 7 medlemmer og en overrabbiner; han valgtes og lønnedes af menigheden, men skulle godkendes af regeringen. Under repræsentantskabets bestyrelse var henlagt legater og kapitaler på over 6 mio. kr. 1921 fandtes der i Danmark 5.947 jøder, hvoraf i hovedstaden 4.637. Menighederne havde da i den sidste snes år fået en betydelig forøgelse ved indvandring af russiske og polske jøder.

### Jøder i Sverige og Norge
Til Sverige kom jøder først 1779 (endnu 1727 truedes enhver jøde, som vovede sig til landet, med tvangsarbejde), og 1782 fastsattes deres opholdsret i 3 byer (Stockholm, Göteborg og Norrköping). 1815 fandt der her en litterær jødefejde sted svarende til den danske to år tidligere, og samtidig gjordes der i rigsdagen heftige udfald mod jøder. Endnu 1838 gjorde regeringen forgæves forsøg på at få opholdsretten udstrakt til alle købstæder, og først 1854 lykkedes det at sætte dette igennem. Derimod fik 1838 de »mosaiske trosbekendere« betydelig udvidet næringsret i de nævnte byer. 1860 indrømmedes nedsættelsesret på landet, 1865 valgret og 1870 valgbarhed, samt adgang til de fleste verdslige embeder. I 1910 var jødernes antal 3.484.
Norges grundlov 1814 udelukkede jøder fra riget, hvor de dog synes at have haft ophold i tidligere tider (særlig i Bergen); skønt Henrik Wergeland 1839 åbnede en kamp for at få denne bestemmelse ophævet, lykkedes det først ved grundlovsbestemmelsen af 21. juli 1851 og Lov af 24. september samme år. 1891 fik jøder også ret til embeder. I 1910 var jødernes tal i Norge 1.045.

### Jødernes stilling efter 1. verdenskrig
Uagtet al den fordom, som endnu kunne komme til orde imod jøder, kan det dog med rimelig sikkerhed siges, at den borgerlige og sociale ligestilling, som efterhånden var blevet jøder til del i Vest- og Mellemeuropa, over alt havde haft gode virkninger ikke alene for jøderne selv, men også for de folkeslag, der har ydet dem retfærdighed. Mens de under den tidligere undertrykkelse var et besværligt, ja i flere retninger skadeligt element (hvad endnu efter 1. verdenskrig viste sig i Østeuropa ved siden af deres gode egenskaber), havde de ved mellemkrigstidens begyndelse tilført folkenes liv ny kræfter, dels ved deres dygtighed og driftighed i alle forretningsforhold, dels ved deres åndslivlighed og skarpe kritiske sans. De havde alle steder oprigtig knyttet sig til de folk, blandt hvilke de boede, og vist levende deltagelse for det land, der blev deres nye fædreland. De havde fremdeles for største delen opgivet det jødetyske mål og stræbt at aflægge det særlig jødiske væsen og mange gamle skikke for således i det ydre at smelte sammen med deres kristne landsmænd; de havde optaget landets sprog som deres modersmål ikke alene i det daglige liv, men også i gudstjenesten samt lempet dennes ydre former efter den kristne kirkes forbillede (prædiken, salmesang, orgelspil). Især i Tyskland blev en stærk kamp ført mellem de ortodokse jøder og »reformjøderne«, fordi disse helt ville omdanne gudstjenesten (afskaffe de gamle hebraiske bønner) og nægte spiselovenes og 1ignende reglers bindende kraft under datidens ændrede forhold. Også Talmud-studiet gik mere og mere af brug uden for rabbinernes kreds. Selvfølgelig var omformningen stærkest blandt de dannede og velhavende klasser, og mærkeligt var det, hvorledes de fattige jøder mange steder havde bevaret vanen til at samles i frivillige ghettoer — således i Amsterdam, Wien og i Londons østlige del, ja selv i New York og Chicago, mens de tvungne ghettoer i Rom, Frankfurt a. M. og Prag for længe siden var forsvundet. I flere af de nævnte stæder, vel nærmest på grund af indvandring fra Rusland, brugte man jødetysk som omgangssprog, ja selv på egne teatre.
En stor mængde jøder var i de sidste menneskealder gået over til kristendommen eller havde i det mindste ladet deres børn døbe, vist nok tit af religiøs ligegyldighed eller for at vinde verdslig fremgang (hverken i Tyskland eller Østrig kunne 50—60 år tidligere en jøde let opnå embede uden at lade sig døbe), men også jævnlig med fuld oprigtighed, og især i England, dog tillige i Tyskland og Danmark, fandt man forholdsvis mange kristne præster af jødisk byrd. Ved blandede ægteskaber var mangfoldige jøder gåede tabt for jødedommen, mens børnene i reglen (i Tyskland tre fjerdedele) var blevne døbte, og meget »semitisk blod« var således blevet overført i de ariske folkeslags årer, ikke mindst i de adelige slægters, som havde ladet deres våbenskjolde opforgylde ved rige jødiske giftermål. Af disse grunde forklares det let, at jødernes tal i flere lande (Italien og Sydtyskland) var aftaget i den sidste menneskealder eller dog var aldeles stillestående (i Danmark var tallet 1836: 4.072, og 1890: 4.080, mens det 1901 var sunket til 3.476); andre steder ville det samme være tilfældet, såfremt der ikke var kommet tilgang udefra (indvandring øst fra). Overgang fra kristendom til jødedom fandt vist nok sted (mest i Tyskland og Østrig) men kun i ringe tal. Desuden havde jøder ydet et meget betydeligt tilskud til de europæiske folks åndsliv. Ethvert land talte blandt sine fremragende mænd flere jøder eller børn af jøder, dels i videnskab, især læge- og naturvidenskaber, men også retsvidenskab og sproggranskning (særlig udarbejdelse af ordbøger), dels i litteratur og kunst (især musik, både som komponister og virtuoser, også skuespilkunst); fremdeles som statsmænd (både Frankrig, Holland og Italien havde haft jøder som ministre) og politikere, ja selv officerer. Også i journalistikken havde jøder spillet en betydelig rolle, især i Tyskland og Østrig, men frem for alt i forretningsverdenen, idet pengemarkedet i størstedelen af Europa var i deres hænder. På den anden side havde der i stigende grad vist sig lyst hos forældrene til at lade deres børn søge højere skoler og senere uddanne sig til læger, sagførere og så videre for således at vinde en indflydelse i samfundet, som penge alene ikke kunne give. Tallet på jødiske studenter (såvel som på lærlinge i de højere skoler) var som følge heraf gennemgående langt større, end der ville tilkomme dem efter deres forhold til folkemængden (i Ungarn endog en tredjedel). Desværre viste det sig også, at ikke få mænd af jødisk byrd — vist nok selv fritænkere — tog fremtrædende del i det blodige voldsstyre, som under sovjetrevolutionen rådede i Rusland (Trotskij, Radek og Litvinov), og som i en kort tid (1919) også hjemsøgte Ungarn (Béla Kun). Ligeledes var der flere jøder blandt zarfamiliens mordere.
Mens jøder således i rigt mål og i mange retninger havde ladet samfundet nyde godt af deres gode evner, var de også selv blevne påvirkede af de strømninger, der gik gennem tiden, og de havde i stort tal forladt deres gamle tro for at vende sig til det nymodens fritænkeri. Samtidig var der blandt jøder af den nyere retning opkommet den lære, som fandt varme talsmænd, at jødedommen, frigjort for den historiske overlevering og særlig for forestillingen om Israel som Guds udvalgte folk, altså udviklet til ren monoteisme, var bestemt til at blive den endelige verdensreligion, der skulle fortrænge eller rettere opsluge kristendommen. Mens denne opfattelse selvfølgelig kun fremtrådte i de vestlige lande, mødte man i Østgalicien og de tilgrænsende landskaber — det område, som Franzos har kaldt »Halvasien« — en aldeles modsat retning, der oprindeligt var fremkommen kort før det Mendelssohn’ske røre, nemlig de såkaldte chassidim (de fromme). Den kastede vrag på Talmud, hvis studium ellers var så udbredt blandt de polske jøder, og foretrak derimod den mystiske kabbala, men afskyede især den hele nyere oplysning. Den ville have gudsdyrkelse i glæde og gav dette udtryk i sang, dans og (i stærk modsætning til jøders sædvanlige ædruelighed) brændevinsdrik samt viste den dybeste ærbødighed og en blind tillid til sine formentlig undergørende rabbier (»wunderrabbier«). Den var i det hele en sælsom forening af vildt sværmeri, mørk overtro og åndelig stilleståen. Endelig havde det antisemitiske røre givet stødet til at fremkalde zionismen, der netop fremhævede jøder som en nation — og ikke alene som et trossamfund — og derfor ville genopvække brugen af hebraisk som fællessprog og arbejde for en tilbagevenden til Palæstina som det sande fædreland — altså et brud med hele den udvikling, der havde præget jødernes historie i det 19. århundrede.

### Jødernes antal og geografiske fordeling efter 1. verdenskrig
At foretage en nogenlunde nøjagtig opgørelse af jødernes samlede tal efter 1. verdenskrig er ingen let opgave, idet det dog står fast, at jøderne ingensinde havde udgjort en sådan mængde som i begyndelsen af det 20. århundrede, lige som de nu også udbredte sig over alle fem verdensdele, fra Norge til Sydafrika, fra Portugal til Sibirien og fra Irland til Hongkong og Singapore samt fra Canada til Argentina. I flere lande holdtes der ingen tælling efter trossamfund, og man er her alene henvist til beregninger foretagne mere eller mindre efter skøn. På den anden side var der i Østeuropa, hvor hovedmassen af jøderne havde deres hjem, efter 1. verdenskrig fundet så mange og så voldsomme rystelser sted, og de nye landes grænser er så uklart fastsatte, at man også der kun havde at holde sig til mere eller mindre sikre beregninger, til dels endog til et ret løst skøn. Det samme gælder selvfølgelig om landene både i Asien og Afrika.
I Nordeuropa løb tallet op til 12.000, deraf:
i Danmark omtrent 6.000,
i Sverige 3.500,
i Norge 1.000,
i Finland 1.500,
i Storbritannien opgaves tallet til 250.000 (i 1871 var der kun 50.000),
i Frankrig 150.000 (1911: 100.000, men Alsace-Lorraines 30.000 kom siden til),
i Nederlandene 106.000 i 1910,
i Belgien 10.000,
i Schweiz 19.000 i 1910, endelig
i Spanien og Portugal 5.000 og
i Italien 45.000,
således tilsammen i de vestlige lande 580.000.
Videre:
i Tyskland var tallet i 1910 615.000, men herfra blev udskilt Alsace-Lorraine mod vest og de polske landskaber mod øst, så at det nu højst kunne sættes til 550.000, hvoraf en fjerdedel i Berlin,
i Østrig 200.000, næsten alle i Wien,
i Tjekkoslovakiet 360.000 og
i det nye sydslaviske rige (slovensk-kroatisk-serbiske, senere Jugoslavien) 100.000 i 1919,
i Ungarn 400.000 (i 1910 før landafståelserne: 907.000) og
i Rumænien (i 1920) 834.000.
Af Balkanlandene havde Bulgarien 45.000, Grækenland 120.000 og Tyrkiet 75.000 (størstedelen i Konstantinopel). Tilbage i Europa var endnu de polsk-russiske landskaber, nemlig:
i Estland 8.000,
i Letland 65.000,
i Litauen omtrent 600.000,
i Polen (med Galizien) 3.300.000,
i Ukraine 3 mio. og
i den tilbageblevne del af det russiske rige 250.000.
Disse tal var dog vist nok temmelig usikre, og det samme gælder i endnu højere grad tallene for Asiens vedkommende. Her opgaves for Sibirien 80.000, det russiske Mellemasien 20.000, Kaukasien 45.000, Lilleasien 80.000, Syrien og Mesopotamien 80.000, Palæstina 70.000, Arabien 50.000, Persien 30.000, Afghanistan 15.000 og Indien 20.000; endelig et par tusinde i Hongkong og Singapore og nogle tusinde på de daværende nederlandske øer i Bagindien (senere Indonesien), tilsammen omtrent ½ mio.
I Afrika regnes omtrent 350.000, nemlig Marokko 110.000, Algeriet 70.000, Tunis 55.000, Tripolis 20.000, Ægypten 40.000 og endelig Sydafrika 50.000.
I Nordamerika 2.250.000, Kanada med 120.000 og Argentina med 110.000; endvidere findes i Vestindien henved 7.000, i Brasilien 4.000 og i det øvrige Latinamerika lidt over 5.000, altså tilsammen over 2½ mio.
I Australien opgaves kun 20.000.
Herefter blev jødernes samlede tal hen imod 14 mio., hvoraf de 10,5 mio. i Europa.

### Moderne zionisme
Gennem 1870'erne og 1880'erne begyndte man blandt jøderne i Europa at diskutere en tilbagevenden til Israel og en gendannelse af en jødisk stat i jødernes oprindelige hjemland og dermed fuldføre en bibelsk profeti om ”at vende tilbage til Sion”. I 1882 blev den første zionistiske bosættelse, Rishon LeZion, grundlagt af immigranter, der tilhørte ”Hovevei Zion-bevægelsen”. Senere fulgte flere bosættelser fra forskellige bevægelser.
Den zionistiske bevægelse blev officielt grundlagt efter ”Kattowitz-kongressen” i 1884 og den første zionistkongres i Basel i 1897. Det var Theodor Herzl, der begyndte kampen for at oprette en stat for jøderne.
Efter Første Verdenskrig så det ud til, at betingelserne for oprettelsen af en sådan stat var til stede. Storbritannien erobrede Palæstina fra Osmannerriget og jøderne fik et løfte om ”et nationalt hjem” fra briterne i form af Balfour-deklarationen fra 1917 over for Chaim Weizmann.
Fra 1920 overtog Storbritannien Palæstina som et mandatområde og den pro-jødiske Herbert Samuel blev udnævnt som højkommissær for området. Det Hebræiske Universitet i Jerusalem blev grundlagt og flere jødiske indvandringsbølger fandt sted. Det arabiske indbyggere i Palæstina var fjendtligt indstillede over for indvandringen og begyndte en voldelig modstand mod immigrationen og den britiske regerings pro-jødiske politik.
Arabiske grupper udførte voldshandlinger og mord på medlemmer af den jødiske befolkning. Efter 1920 med flere optøjer og 1921 med optøjer i Jaffa, konkluderede de jødiske ledere i Palæstina, at briterne ikke havde noget ønske om en konfrontation med de lokale arabiske grupper på grund af overfaldene. Da de ikke mente at kunne regne med nogen britisk beskyttelse, danne den jødiske ledelse Haganah, der skulle beskytte deres landbrug og kibbutzer.
Store optøjer fandt sted i 1929 og i perioden 1936-1939.
På grund af den tiltagende vold, begyndte den britiske regering at bevæge sig væk fra den oprindelige ide om en jødisk stat og overvejede i stedet en to-stats løsning eller en arabisk stat med et jødisk mindretal.

## Holocaust – jødeudryddelsen
I 1933, da Adolf Hitler og nazisterne kom til magten i Tyskland, blev situationen for jøderne mere alvorlig. Ud over den økonomiske krise fik antisemitiske love og frygten for en kommende krig mange jøder til at flygte fra Europa og søge mod Palæstina, USA eller Sovjetunionen.
I 1939 udbrød Den Anden Verdenskrig, og frem til 1941 erobrede Hitler det meste af Europa, herunder Polen hvor millioner af jøder boede på det tidspunkt, og Frankrig. I 1941 efter angrebet på Sovjetunionen, fulgte Den Endelige Løsning, en omfattende operation af hidtil uset omfang med henblik på at udslette det jødiske folk. Det første til forfølgelse og mord på jøder i Europa, dele af Nordafrika (det Vichy-kontrollerede område og det italienskkontrollerede Libyen). Dette folkedrab, der kostede anslået ca. 6 millioner jøder livet som følge af systematiske mord og slavearbejde, og blev udført med den største grusomhed, kendes under betegnelsen Holocaust eller Shoah (den hebræiske betegnelse). Alene i koncentrationslejren Auschwitz anslås omkring 1 million jøder at være blevet dræbt.
Det massive omfang af jødeudryddelsen, og de rædsler der afsløredes efter krigens afslutning, påvirkede den jødiske nation og verdensopinionen stærkt. Bestræbelserne på at skabe en jødisk stat i Palæstina blev forøget.

## Grundlæggelsen af staten Israel
I oktober 1945 samledes de jødiske modstandsorganisationer i Palæstina og dannede Den Jødiske Modstandsbevægelse. Bevægelsen begyndte at angribe de britiske myndigheder. Efter bombeangrebet på King David Hotel, opfordrede Chaim Weizmann, formand for Den Zionistiske Verdensorganisation, bevægelsen til at indstille alle militære aktiviteter, indtil Jewish Agency kunne træffe en beslutning. Jewish Agency tilsluttede sig formandens anbefaling om at indstille aktiviteterne, hvilket tøvende blev accepteret af Haganah, men ikke af Irgun og Lehi. Den Jødiske Modstandbevægelse blev opløst, og de enkelte grupper fortsatte efter egne beslutninger. Den jødiske ledelse besluttede at koncentre kampen for den illegale indvandring af jødiske flygtninge/overlevende fra Europa til Palæstina i mod britiske politik. Denne indvandring øgede de jødiske bosættelsers plads i verdensopinionen, og de britiske myndigheder besluttede at lade FN afgøre Palæstinas skæbne.
Den 29. november 1947 vedtog FN's generalforsamling Resolution 181 (II), der anbefalede en deling af Palæstina i en arabisk stat og en jødisk stat med Jerusalem som en særskilt enhed. De jødiske ledere accepterede beslutningen, mens Den Arabiske Liga og de palæstinensiske arabere afviste planen. Efter en periode med borgerkrig i mandatområdet, fulgte nu den første arabisk-israelske krig i 1948.
Midt under krigen, da de sidste britiske soldater havde forladt Palæstina, udråbte David Ben-Gurion d. 14. maj 1948 staten Israel. Krigen sluttede i 1949, og arbejdet med opbygningen af staten og modtagelsen af mange hundredetusinde jøder fra hele verden begyndte
Siden sin grundlæggelse i 1948 har Israel værel involveret i en række større militære konflikter, herunder Suez-krisen i 1956, Seksdageskrigen i 1967, Yom Kippur-krigen i 1973, Invasionen i Libanon i 1982 og en krig mod Hizbollah i Libanon i 2006 samt en næsten uafbrudt række af mindre konflikter
Siden 1977 har der foregået en række i det store og hele mislykkede diplomatiske bestræbelser for at få gang i en fredsproces mellem Israel, palæstinenserne og Israels naboer. Det begyndte med Camp David-aftalen, der sluttede fred mellem Egypten og Israel. Siden har der været adskillige forhandlinger, og der er også blevet undertegnet en aftale, Oslo-aftalen, men de har aldrig ført til en løsning på konflikten, da de har mødt modstand såvel i Israel som blandt palæstinenserne.

## Det 21. århundrede
Staten Israel er et parlamentarisk system med en befolkning på over 8 millioner, af hvilke omkring 6 millioner er jøder. De største jødiske grupper i dag findes i Israel og USA. Desuden findes der større grupper i Frankrig, Argentina, Rusland, England og Canada.
Det besatte område vest for Jordanfloden, kaldet Vestbredden, af hvilke en del, i strid med FNs regler og resolutioner, er optaget af jødiske bosættelser, har en befolkning på omkring 2,3 millioner, hvor palæstinenserne ikke har nogen borgerlige rettigheder i Israel. Området er, sammen med Gazastriben, grundlag for en løbende konflikt og forhandlinger.
Den autonome jødiske oblast, skabt i Sovjetunionen i 1932 som et muligt jødisk hjemland, er stadig en autonom oblast. I flg. den ledende rabbiner i Birobidzjan, Mordechai Scheiner, lever der omkring 4000 jøder i hovedbyen.